# 5367 Sollenberger
5367 Sollenberger (1982 TT) là một tiểu hành tinh vành đai chính được phát hiện ngày 13 tháng 10 năm 1982 bởi E. Bowell ở Flagstaff.